# Giornalismo investigativo
Il giornalismo investigativo o d'inchiesta è una tipologia di giornalismo che comporta un lavoro di inchiesta e investigazione approfondita su vari temi.

## L'attività
L'attività non è limitata alla cronaca, cioè riportare i fatti, né intende stabilire una verità diversa da quella processuale, ed è strettamente collegata con la divulgazione. Quale che sia il tema, il tratto fondamentale è l'attività di inchiesta. Inoltre, mentre il giornalismo di cronaca è fatto in gran parte utilizzando fonti ufficiali e istituzionali (Carabinieri, Polizia, eccetera), il giornalista investigativo cambia di volta in volta le proprie fonti a seconda dell'oggetto della sua indagine. Spesso utilizza fonti primarie relative ad un dato fenomeno.
Ad esempio, se un giornalista di un grande quotidiano basa un articolo sulle dichiarazioni dell'addetto stampa di una multinazionale o di un ufficiale addetto alle pubbliche relazioni di una forza militare, un giornalista investigativo va dalle persone coinvolte direttamente in un dato evento spesso entrando in rapporto con fonti confidenziali. Per tali caratteristiche si presta ad esser svolto più agevolmente da freelance, svincolati dai tempi di redazione, o da giornalisti d'inchiesta interni alle testate con una ampio margine di tempo e libertà d'azione.
Tra le tematiche affrontate dal giornalismo d'inchiesta vi sono quelle riguardanti le attività della sfera criminale (come il terrorismo, il crimine organizzato, il traffico di esseri umani, l'economia canaglia), i temi riguardanti la corruzione (come i misfatti delle multinazionali), e le inchieste sociali su fenomeni di costume o culturali controversi (come la prostituzione, l'immigrazione, le mode giovanili).

## Gli strumenti utilizzati
Vista la natura peculiare del suo lavoro, il giornalista investigativo si avvale dei seguenti strumenti: 
- Analisi di documenti di provenienza istituzionale (governo, parlamento, magistratura, enti internazionali), privata (multinazionali, ONG, centri di analisi privati) o scientifica (università e centri di ricerca).
- Computer-Assisted Reporting, ovvero investigazioni giornalistiche basate sull'analisi di complessi database.
- Open Source Intelligence (OSINT), ovvero analisi di fonti aperte disponibili online o offline e fonti documentali a stampa. Tale metodologia investigativa si avvale dell'utilizzo di software specifici per il data mining e dell'utilizzo di portali di accesso a dati amministrativi di persone giuridiche e fisiche.
- Rapporti con fonti confidenziali di provenienza istituzionale o privata.
- Utilizzo della legislazione in tema di libertà d'informazione, della libertà di stampa e della trasparenza amministrativa, ad esempio per accedere a materiale documentale riservato o non più coperto da segreto di Stato (come fu per i materiali dell'«Operazione Condor» in possesso del Dipartimento di Stato americano).

## Storia

### In Italia
Uno dei grandi filoni d'inchiesta del giornalismo italiano è quello della mafia. I giornali italiani hanno cominciato a realizzare inchieste giornalistiche sul fenomeno criminoso nel secondo dopoguerra. Fino ad allora si limitavano a riportare le singole notizie di cronaca sulle uccisioni, i ferimenti, i sequestri di persona e gli attentati. 

Il quotidiano che più si distinse nel numero e nella qualità delle inchieste fu L'Ora di Palermo. Vittorio Nisticò, direttore dal 1954 al 1974, creò un nucleo di cronisti investigativi specializzati sui delitti mafiosi. I risultati non tardarono a venire: il 15 ottobre 1958 apparve in prima pagina la foto di Luciano Liggio con il titolo a nove colonne: «Pericoloso!» Seguì una documentatissima inchiesta sulla mafia.
Il quotidiano palermitano pagò duramente il suo impegno: subì minacce, attentati (5 kg di tritolo nel 1958) e tre suoi giornalisti furono assassinati: Cosimo Cristina (5 maggio 1960), Mauro De Mauro (16 settembre 1970) e Giovanni Spampinato (27 ottobre 1972).
Negli anni sessanta-settanta apparvero sul Giornale di Sicilia le inchieste di Mario Francese. Dopo essersi occupato della strage di Ciaculli (attentato effettuato da Cosa Nostra nel 1963 che causò 7 vittime), del processo ai corleonesi del 1969 a Bari, dell'omicidio del colonnello dei carabinieri Giuseppe Russo, fu l'unico giornalista a intervistare la moglie di Totò Riina, Antonietta Bagarella. Nelle sue inchieste entrò profondamente nell'analisi dell'organizzazione mafiosa, delle sue spaccature, delle famiglie e dei capi, specie di quella corleonese legata a Luciano Liggio e Totò Riina. Fu assassinato a colpi di pistola il 26 gennaio 1979 da Leoluca Bagarella.
Negli anni 1970 è nato il termine pistaroli (dal francese pistard noirs). È l'appellativo con cui sono stati chiamati, in modo dispregiativo, un gruppo di giornalisti d'inchiesta italiani d'assalto, che si occuparono di seguire tutti gli avvenimenti che accaddero in Italia, a partire dalla strage di piazza Fontana del 1969. Tra essi si annoverano Marco Nozza, Guido Nozzoli, Filippo Abbiati e Gian Pietro Testa de Il Giorno, Gianni Flamini di Avvenire, Giulio Obici di Paese Sera, Marco Sassano dell'Avanti!, Giuliano Marchesini de la Stampa, Umberto Zanatta di Stampa Sera, Italo Del Vecchio de La Gazzetta del Mezzogiorno, Giorgio Sgherri de l'Unità, Fabio Isman de Il Messaggero, Mario Cicellyn de Il Mattino, e anche Marco Fini, Ibio Paolucci, Nando Pensa, Adolfo Fiorani, Marcella Andreoli, Corrado Stajano, Giorgio Bocca e Camilla Cederna.

### Negli Stati Uniti
Tra il 1890 e il 1920 emerse negli Stati Uniti d'America un tipo di giornalismo investigativo caratterizzato da indagini di denuncia o corruzione. Denominato «muckraker», (letteralmente "spala-letame" in inglese), tale forma pionieristica di giornalismo investigativo fece molta sensazione producendo spesso scandali. Il termine fu impiegato per la prima volta dall'allora Presidente degli Stati Uniti Theodore Roosevelt nel 1906, che lo accostò ad un personaggio del romanzo The Pilgrim's Progress di John Bunyan.
Tra i più noti muckraker vi furono Ida Tarbell, che accusò di corruzione il presidente della Standard Oil, John D. Rockefeller, apparsi sulla rivista McClure's. Lincoln Steffens e Ray Standard Baker realizzarono inchieste sulla corruzione in alcune città, mentre le riviste Cosmopolitan e Collier's Weekly si dedicarono rispettivamente alla corruzione nel Senato degli Stati Uniti e alle frodi farmaceutiche.
La pioniera di una forma particolare di giornalismo investigativo, quello sotto copertura, fu la giornalista statunitense Nellie Bly, autrice di una famosa inchiesta pubblicata sul New York World di Joseph Pulitzer. Nellie si finse infatti pazza, facendosi internare nel manicomio femminile Women's Lunatic Asylum su Blackwell Island, per poi scrivere delle condizioni in cui erano tenute le donne, costringendo le autorità ad intervenire.

## Citazioni
- Steve Weinberg, professore di giornalismo all'Università del Missouri, così ha definito il giornalismo investigativo:

(Steve Weinberg)
- Hugo de Burgh, teorico dei media, ha affermato che:

(Hugo de Burgh)